# Ludwik Tarczyński
Ludwik Tarczyński (ur. 28 października 1900 we Lwowie, zm. 11 lutego 1979 w Poznaniu) – polski piłkarz występujący na pozycji napastnika.
Tarczyński był wychowankiem Pogoni Lwów, w której treningi rozpoczął w 1918 roku. Pod dwóch latach trafił do Wojskowego Klubu Sportowego Łódź, aby po roku wrócić do macierzystego klubu. W Pogoni zadebiutował 28 sierpnia 1921 roku w przegranym 3:2 meczu z Wartą Poznań, zaś pierwszą bramkę strzelił 25 września 1921 w wygranym 6:1 spotkaniu z ŁKS–em Łódź. W 1923 roku Tarczyński został zawodnikiem Sparty Lwów, jednak w tym samym roku wrócił do Pogoni i święcił z nią w sezonie 1923 tytuł mistrza Polski. W latach 1924–1927 reprezentował Lechię Lwów, po czym kolejny raz zasilił macierzystą Pogoń. Karierę piłkarską zakończył w 1930 roku. Został pochowany na Cmentarzu Junikowo w Poznaniu (pole 10-5-3-42).

## Statystyki klubowe
| Sezon | Klub       | Liga   | Liga krajowa | Liga krajowa |
| ----- | ---------- | ------ | ------------ | ------------ |
| Sezon | Klub       | Liga   | Mecze        | Bramki       |
| 1921  | Pogoń Lwów | I Liga | 6            | 1            |
| 1922  | Pogoń Lwów | I Liga | 0            | 0            |
| 1923  | Pogoń Lwów | I Liga | 1            | 1            |
| Razem | Razem      | Razem  | 7            | 2            |

## Sukcesy

### Pogoń Lwów
- Mistrzostwo Polski w sezonie 1923